# Mats Knoester
Mats Knoester (ur. 19 listopada 1998 w Alphen aan den Rijn) – holenderski piłkarz, występujący na pozycji obrońcy. Od 2022 roku zawodnik Ferencvárosi TC.

## Życiorys
Wychowanek SV ARC, w 2005 roku został juniorem Feyenoordu. W barwach tego klubu w 2014 roku został mistrzem Holandii U-17, występował także m.in. w Eredivisie U-19 (44 mecze) i Beloften Eredivisie, jednak nigdy nie zadebiutował w pierwszej drużynie. 17 stycznia 2019 roku za 150 tysięcy euro został pozyskany przez Heracles Almelo. W Eredivisie zadebiutował 9 lutego w wygranym 1:0 spotkaniu z AFC Ajax. W sezonie 2018/2019 rozegrał trzy mecze w najwyższej klasie rozgrywkowej Holandii. W kolejnym sezonie stał się podstawowym zawodnikiem klubu, rozgrywając 25 spotkań w lidze. W marcu 2021 roku został powołany na mistrzostwa Europy U-21, jednak nie zagrał w turnieju w żadnym spotkaniu. W Heraclesie występował do 2022 roku, rozgrywając ogółem 86 meczów ligowych. Latem na zasadzie wolnego transferu przeszedł do Ferencvárosi TC. W NB I zadebiutował 31 lipca w wygranym 1:0 meczu z Puskás Akadémia FC. W barwach węgierskiego klubu uczestniczył ponadto w fazie grupowej Ligi Europy w sezonie 2022/2023. Na początku września 2023 roku został wypożyczony do końca sezonu do Aarhus GF.

## Statystyki ligowe
| Sezon         | Klub            | Liga        | Mecze | Gole |
| ------------- | --------------- | ----------- | ----- | ---- |
| 2018/2019 (w) | Heracles Almelo | Eredivisie  | 3     | 0    |
| 2019/2020     | Heracles Almelo | Eredivisie  | 25    | 0    |
| 2020/2021     | Heracles Almelo | Eredivisie  | 27    | 2    |
| 2021/2022     | Heracles Almelo | Eredivisie  | 31    | 0    |
| 2022/2023     | Ferencvárosi TC | NB I        | 27    | 0    |
| 2023/2024 (j) | Ferencvárosi TC | NB I        | 2     | 0    |
| 2023/2024     | Aarhus GF       | Superligaen | 14    | 0    |